# Lijst van voetbalinterlands Bulgarije - Servië
Deze lijst van voetbalinterlands is een overzicht van alle officiële voetbalwedstrijden tussen de nationale teams van Bulgarije en Servië. De landen hebben tot op heden vier keer tegen elkaar gespeeld. De eerste ontmoeting, een vriendschappelijke wedstrijd, werd gespeeld in Belgrado op 19 november 2008. Het laatste duel, een kwalificatiewedstrijd voor het Europees kampioenschap voetbal 2024, vond plaats op 19 november 2023 in Leskovac.

## Wedstrijden
| № | Plaats   | Datum            | Competitie           | Wedstrijd          | Uitslag |
| - | -------- | ---------------- | -------------------- | ------------------ | ------- |
| 1 | Belgrado | 19 november 2008 | Vriendschappelijk    | Servië – Bulgarije | 6 – 1   |
| 2 | Sofia    | 17 november 2010 | Vriendschappelijk    | Bulgarije – Servië | 0 – 1   |
| 3 | Razgrad  | 20 juni 2023     | EK 2024 kwalificatie | Bulgarije – Servië | 1 – 1   |
| 4 | Leskovac | 19 november 2023 | EK 2024 kwalificatie | Servië – Bulgarije | 2 – 2   |

## Samenvatting
| Competitie        | Totaal gespeeld | Winst Bulgarije | Gelijk | Winst Servië | Doelsaldo Bulgarije – Servië |
| ----------------- | --------------- | --------------- | ------ | ------------ | ---------------------------- |
| EK-kwalificatie   | 2               | 0               | 2      | 0            | 3 – 3                        |
| Vriendschappelijk | 2               | 0               | 0      | 2            | 1 – 7                        |
| Totaal            | 4               | 0               | 2      | 2            | 4 – 10                       |

Wedstrijden bepaald door strafschoppen worden, in lijn met de FIFA, als een gelijkspel gerekend.

## Details

### Eerste ontmoeting
| Vriendschappelijk (Belgrado, Servië, 19 november 2008):                                                          |       |                      |
| Servië | 6 – 1 | Bulgarije            |
| Milan Jovanović 9' Milan Jovanović 26' Savo Milošević 28' Savo Milošević 33' Nenad Milijaš 56' Danko Lazović 67' | goals | 19' Blagoje Georgiev |

### Tweede ontmoeting
| Vriendschappelijk (Sofia, Bulgarije, 17 november 2010): |       |                  |
| Bulgarije                                               | 0 – 1 | Servië           |
|                                                         | goals | 80' Nikola Žigić |